# Heinrich Lottig
Heinrich Lottig (* 20. Januar 1900 in Hamburg; † 21. Mai 1941 in Kreta) war ein deutscher Neurologe, Luftfahrtmediziner und Professor.

## Leben
Als Sohn des sozialdemokratischen Reformpädagogen William Lottig geboren, wollte er zunächst selbst auch Lehrer werden, studierte dann aber von 1920 bis zum Staatsexamen 1925 in Hamburg Medizin. Am Anatomischen Institut war er Assistent bis 1926 und begann mit Zwillingsforschung. Nach einer Zwischenstation in Heidelberg war er seit 1928 Assistent bei Max Nonne in Hamburg-Eppendorf. 1930 habilitierte er sich mit einer Zwillingsstudie. 1933 unterzeichnete er das Bekenntnis der deutschen Professoren zu Adolf Hitler. Er war als Privatdozent Neurologe und am Hamburger Institut für Luftfahrtmedizin tätig, wo er Untersuchungen zur militärischen Flugtauglichkeit durchführte. Aufgrund seines Kontaktes mit Ludwig Klages befasste er sich auch mit Tiefenpsychologie und Graphologie.
Von 1934 bis 1937 war Lottig Leitender Oberarzt des Hamburger Jugendamtes. In dieser Funktion war er als Gutachter und Sachverständiger vor dem Hamburger Jugendgericht tätig. So begutachtete Lottig u. a. 366 Waisenkinder in der ehemaligen Staatskrankenanstalt Friedrichsberg in erbbiologischer Hinsicht, wobei er über die Hälfte als „Unterwertige“ diagnostizierte, „die eine Gefahr für die Volksgemeinschaft darstellten“. Zum 1. Mai 1937 schloss Lottig sich der NSDAP an (Mitgliedsnummer 4.486.696). Im gleichen Jahr lehnte die Medizinische Fakultät in Hamburg die Verleihung des Professorentitels an Lottig ab, weil seine wissenschaftlichen Leistungen nicht ausreichend erschienen. Lottig ging daraufhin nach Berlin, wo er im August 1938 als Gruppenführer zum Leiter des Sanitätsamtes im NS-Fliegerkorps ernannt wurde. 1939 folgte die Ernennung zum nichtbeamteten außerordentlichen Professor an der Berliner Universität. 1940 meldete Lottig sich freiwillig bei einem Fallschirmjägerregiment. Er fiel beim Fallschirmspringereinsatz 1941 über Kreta.

## Schriften
- Hamburger Zwillingstudien: anthropologische und charakterologische Untersuchungen an ein- und zweieiigen Zwillingen, 1931